# Ytterturingen

Ytterturingen är en by i Haverö socken i västra delen av Ånge kommun. Orten tillhör landskapet Jämtland. Gränsen mot Medelpad går i öster, omedelbart intill byn.
Ytterturingen är det östra skifteslaget av "Turingen". 